# Neoseiulus angeliquae
Neoseiulus angeliquae är en spindeldjursart som först beskrevs av Schicha 1987.  Neoseiulus angeliquae ingår i släktet Neoseiulus och familjen Phytoseiidae. Inga underarter finns listade i Catalogue of Life.